# Конфермат (футбольний клуб)
«Конфермат» — аматорський футбольний клуб з міста Хмельницького. Виступав у Кубку України серед аматорів 2007 року. Також брав участь у змаганнях серед ветеранів, зокрема, посів третє місце в чемпіонаті України (понад 35 років) 2011 року.

## Історія
Клуб заснований на базі команди «Інтер-Плоскирів», яка була багаторічним учасником чемпіонатів Хмельницького. Спонсором команди виступив виробник меблевої фурнітури «Конфермат».
2005 року під назвою «Конфермат-Плоскирів» клуб виступав у першій групі чемпіонату міста Хмельницького та вийшов до півфіналу кубка міста. Наступного року колектив уже під назвою «Конфермат» змагався за підвищення в класі, однак здобув путівку з першої до вищої ліги лише через розширення останньої до 12 команд.
Навесні 2007 року під керівництвом Степана Бацая «Конфермат» дебютував у вищій лізі чемпіонату міста Хмельницького з футболу та одразу вийшов у лідери, а також дійшов до півфіналу кубка міста.
Влітку того ж року клуб заявився до кубка України серед аматорів як єдиний представник Хмельницької області. Не маючи досвіду виступів у всеукраїнських змаганнях, «Конфермат» підсилився низкою гравців інших команд міста — зокрема, Володимиром Антонюком та Ігорем Стасюком, які не змогли вписатися в командну гру та були швидко замінені. Команда програла на першому ж етапі, поступившись удома калинівському «Ларісу» з рахунком 0:1 та на виїзді з рахунком 1:6 (єдиний гол за «Конфермат» забив Дмитро Святий).
2008 року команда продовжила виступи в чемпіонаті міста, посівши там друге місце у вищій лізі серед 12 команд. 2013 року в чемпіонаті міста виступав під назвою «Конфермат-Тетра» та посів 7-ме місце з 12.
2011 року «Конфермат» брав участь чемпіонату України серед ветеранів старше 35 років, в якому здобув бронзові нагороди, програвши в півфіналі донецькому «Шахтарю».
Клуб також брав участь у змаганнях з футзалу, зокрема, посівши третє місце в чемпіонаті Хмельницького з футзалу 2011 року, а наступного року став одним з лідерів чемпіонату України в другій лізі. У сезоні 2014/2015 років команда знову виступала в чемпіонаті Хмельницького, посівши цього разу друге місце.

## Усі сезони в незалежній Україні
- Кубок України серед аматорів 2007: 1/16 фіналу.

## Склад
Серед гравців клубу було багато вихованців або колишніх гравців хмельницьке «Поділля»: зокрема, Ігор Глушок, Сергій Колеснік, Олексій Муравський, Ігор Стасюк, Сергій Сулима та Микола Федорко грали за головний клуб міста на професіональному рівні. Крім того, низка гравців клубу також є футзалістами та брали участь у чемпіонатах України з футзалу в різних лігах, зокрема, Володимир Антонюк, Артем Глас та Ігор Глушок.

### Відомі гравці
- Володимир Антонюк — триразовий (і чинний на час виступів за «Конфермат») чемпіон літніх Паралімпійських ігор з футболу для гравців з наслідками ДЦП;
- Ігор Глушок — провів три сезони в Національному дивізіоні Молдови за «Рому» (Бєльці);
- Олексій Сендель — учасник білоруської вищої ліги в складі «МТЗ-РІПО»;
- Ігор Стасюк — віце-чемпіон Латвії в складі «Вентспілса», виступав в українській Вищій лізі за донецький «Металург»;
- Микола Федорко — ветеран (понад 200 матчів) та капітан хмельницького «Поділля».

### Заявка на аматорський кубок
Повний список гравців, які були в заявках клубу на матчі кубку України серед аматорів 2007 року:
| №              | Футболіст                      | Дата народження   | Країна   |
| Воротарі       | Воротарі                       | Воротарі          | Воротарі |
| -------------- | ------------------------------ | ----------------- | -------- |
| 1              | Блажеїв Олег Анатолійович      | 21 вересня 1979   | Україна  |
| 30             | Сулима Сергій Миколайович      | 3 листопада 1981  | Україна  |
| Польові гравці |                                |                   |          |
| 2              | Сподаренко Любомир Віталійович | 23 березня 1984   | Україна  |
| 3              | Власов Віктор Іванович         | 27 лютого 1970    | Україна  |
| 4              | Колеснік Сергій Миколайович    | 19 березня 1984   | Україна  |
| 5              | Кащук Сергій Миколайович       | 24 лютого 1983    | Україна  |
| 6              | Атласюк Олександр Миколайович  | 30 червня 1983    | Україна  |
| 7              | Федорко Микола Миколайович     | 3 лютого 1970     | Україна  |
| 8              | Семерук Юрій Васильович (к)    | 16 листопада 1982 | Україна  |
| 9              | Антонюк Володимир Петрович     | 10 травня 1979    | Україна  |
| 10             | Глас Артем Вікторович          | 11 листопада 1982 | Україна  |
| 11             | Щиголь Костянтин Васильович    | 3 січня 1987      | Україна  |
| 12             | Муравський Олексій Вікторович  | 6 лютого 1988     | Україна  |
| 14             | Глушок Ігор Іванович           | 25 грудня 1977    | Україна  |
| 15             | Голдасевич Дмитро Валерійович  | 6 грудня 1988     | Україна  |
| 16             | Консевич Сергій Володимирович  | 8 січня 1979      | Україна  |
| 17             | Стасюк Ігор Валерійович        | 14 грудня 1975    | Україна  |
| 18             | Діброва Роман Романович        | 7 грудня 1983     | Україна  |
| 21             | Аптігарімов Роман Рінатович    | 8 травня 1988     | Україна  |
| 22             | Святий Дмитро Миколайович      | 22 червня 1985    | Україна  |